# Kazankí
|  | No s'ha de confondre amb Kazanka. |

Kazankí (en rus: Казанки) és un poble de la República Autònoma de Crimea a Ucraïna, que el 2014 tenia 358 habitants. Pertany al districte de Bakhtxissarai. Fins al 1948 la vila es deia Attxeüt.

## Població
Segons les dades del 2001 la composició de la població de la vila de Kazankí d'acord amb la llengua que empren és la següent:
| Llengua  | %     |
| -------- | ----- |
| Rus      | 78,85 |
| Tàtar    | 16,18 |
| Ucraïnès | 3,22  |
| Altres   | 0,92  |